# بخش لیدشوپینگ
بخش لیدشوپینگ (به سوئدی: Lidköpings kommun) یک ناحیه شهری در سوئد است که در شهرستان وسترا گوتلاند واقع شده‌است.

## خواهرخوانده
شهرهای کوولا، Nord-Aurdal, Skanderborg و اوتنا خواهرخوانده‌های بخش لیدشوپینگ هستند.